# Shambhala
Shambhala ist ein Filmdrama von Min Bahadur Bham, das im Februar 2024 bei den Internationalen Filmfestspielen Berlin seine Premiere feierte, wo der Film im Wettbewerb gezeigt wurde. Der Kinostart in Deutschland war Ende November 2024. In dem Film macht sich die Protagonistin mit ihrem Pferd im Himalaya-Gebirge auf die Suche nach einem ihrer Ehemänner. Shambhala wurde von Nepal als Beitrag für die Oscarverleihung 2025 als bester Internationaler Film eingereicht.

## Handlung

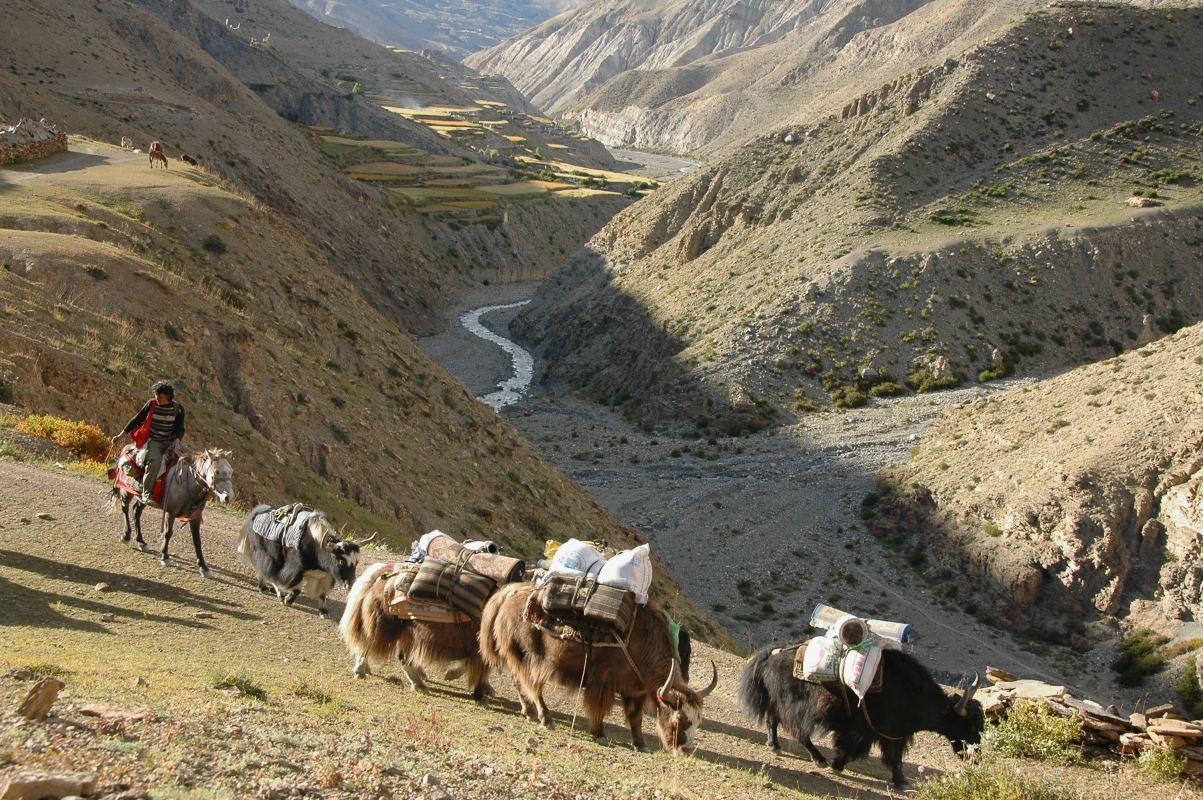
Pema lebt in einem Dorf im nepalesischen Himalaya und hat drei Ehemänner

Pema lebt in einem Dorf im nepalesischen Himalaya und hat drei Ehemänner. Sie ist mit Tashi und seinen beiden jüngeren Brüdern Karma und Dawa verheiratet. Sie leben fortan zusammen. Karma ist Mönch und hält sich jedoch größtenteils in einem nahegelegenen Kloster auf. Er hat dem Rinpoche seine Treue geschworen.
Als Tashi endlich den lang ersehnten Brief aus Lhasa erhält, man werde Handel mit seinem Dorf betreiben, begibt er sich gemeinsam mit anderen Männern aus der Gegend auf eine mehrmonatige Handelsreise in die tibetische Hauptstadt. Ihre Waren packen sie auf die Yaks.  Nun ist Pema alleine mit dem jüngsten Bruder Dawa. Er ist noch ein Kind und macht hin und wieder ins Bett. Er träumt davon, Pilot zu werden. Die Schule besucht der raufwütige Junge allerdings nur widerwillig. Es fällt auch dem Lehrer Ram Sir nicht leicht, den Jungen zu motivieren, als Pema ihn bittet, sich etwas intensiver um ihn zu bemühen, und dem Lehrer dabei Alkohol einschenkt. Am Morgen nach dem Gespräch liegt Ram Sir betrunken vor Pemas Haus und sie muss ihn auf ihrem Pferd nach Hause bringen.
Als Pema den Rinpoche von Karmas Kloster aufsucht und ihm von einem Traum von dem mythologischen Ort Shambhala erzählt, erkennt der weise Mann, dass sie schwanger ist. Als sie Dawa eines Tages von der Schule abholt, weil er sich wiedereinmal geprügelt hat, erzählt er ihr von Gerüchten, die an der Schule über sie und den Lehrer kursieren. Man munkelt auch, Ram Sir sei der Vater ihres Kindes.
Als die Männer von der Handelsreise zurückkommen, ist Tashi nicht dabei. Er habe die Gruppe verlassen, als er von Pemas Schwangerschaft erfuhr, berichtet ihr einer der Rückkehrenden. Pema schreibt Dawa einen Brief, er solle auf sich aufpassen, und macht sich trotz der Befürchtungen ihrer Mutter mit ihrem Pferd auf den Weg, um Tashi zu suchen. Er hat die Gruppe am Nagh-Iha-Pass an der Grenze zu Tibet verlassen.
Als Pema an Karmas Kloster vorbeischaut, sagt ihm der Rinpoche, er müsse seine Frau bei der Suche begleiten. Er fügt sich nun widerwillig, hat er dem kranken Rinpoche doch seine Treue gelobt. Zu Beginn ihrer Reise besteht keine Verbindung zwischen den beiden, die vor allem Karma auch nicht wünscht. Beim gemeinsamen Musizieren und Singen finden sie aber dann doch zueinander.
Unterwegs treffen sie auf ein Mädchen, dass einen Pfeiltest absolviert, ähnlich einem Gottesurteil, um ihre Unschuld zu belegen. Da der Pfeil das Ziel verfehlt, wird das Mädchen als Lügnerin beschimpft und nimmt sich deshalb kurz darauf das Leben.
Eines Tages stößt Ram Sir zu ihnen, der seine Anstellung in dem Dorf aufgegeben hat und ihnen die Nachricht vom Ableben des Rinpoche überbringt. Der verzweifelte Karma schert sich aus Trauer sein Haar ab und verlässt Pema, um an den Trauerfeierlichkeiten teilnehmen zu können. Auf Bitte von Pema begleitet Ram Sir ihn dorthin.
Kurz darauf verliert die allein weiterreisende Pema ihr Pferd, das offenbar von Raubtieren zerfleischt wurde. Als sie Tashi schließlich wiederfindet, fordert dieser sie zur Abtreibung auf, unabhängig davon, von wem ihr Kind sei. Weil sie das Kind jedoch behalten will, ist sie gezwungen, sich zum Beweis ihrer Unschuld ebenfalls einem Pfeiltest zu unterziehen. Man hört, wie der Pfeil offenbar ins gewünschte Ziel trifft.
Am Ende des Films erklärt die Protagonistin, dass sie nach ihrer Reise glücklicher ist und sich befreit fühlt.

## Produktion

### Regie und Drehbuch
Regie führte Min Bahadur Bham, der gemeinsam mit Abinash Bikram Shah auch das Drehbuch schrieb. Bham hatte mit zwölf Jahren angefangen, zu meditieren und später an der Universität buddhistische Philosophie studiert.
Der Filmtitel „Shambhala“ verweist auf ein im tibetischen Buddhismus bekanntes mythisches Königreich im Himalaya. Im Buddhismus ist Shambhala Teil des Glaubenssystems und bezeichnet das Land, in dem die letzte Inkarnation der Buddhas stattfindet. Der Ort soll in der Nähe von Afghanistan liegen. Im spirituellen Sinne meint Shambhala jedoch nicht einen Ort, sondern vielmehr einen Seelenzustand, in dem man sich selbst von verschiedenen Seiten wahrnimmt und auf diese Weise Frieden und Glückseligkeit erlebt.
Polyandrische Gesellschaften, wie die im Film gezeigte, kommen heute noch im Himalaya vor. In Ländern wie Tibet und Nepal ist die Vielmännerei erlaubt.

### Besetzung, Filmmusik und Dreharbeiten
Thinley Lhamo spielt im Film die junge, schwangere Frau namens Pema. Tenzing Dalha spielt ihren nicht aus Lhasa zurückgekehrten Ehemann Tashi, Sonam Topden dessen jüngeren Bruder und Pemas zweiten Ehemann Karma. Der Kinderdarsteller Karma Wangyal Gurung spielt den jüngsten Bruder Dawa und Karma Shakya seinen Lehrer Ram Sir. Der Exiltibeter und Musiker Loten Namling ist in der Rolle von Karmas Rinpoche zu sehen. Tsering Choden spielt Pemas Mutter.
Die Filmmusik komponierte Nhyoo Bajracharya. Zudem sind viele Lieder zu hören, die von Thinley Lhamo und Sonam Topden in ihren Rollen von Pema und Karma auf einem Sarangi gespielt und gesungen werden, meist ein von beiden gemeinsam komponiertes Lied.
Die Dreharbeiten fanden im Distrikt Dolpa statt, einem der abgelegensten Gebiete Nepals. Als Kameramann fungierte Aziz Zhambakiev.

### Veröffentlichung
Die Premiere fand am 23. Februar 2024 bei den Internationalen Filmfestspielen Berlin statt, wo der Film im Wettbewerb gezeigt wurde. Im Juni 2024 wurde der Film beim Mediterrane Film Festival und beim Sydney Film Festival vorgestellt. Ende Juni, Anfang Juli 2024 wurde Shambhala beim Karlovy Vary International Film Festival gezeigt. Anfang August 2024 wurde der Film beim New Zealand International Film Festival vorgestellt und hiernach beim Melbourne International Film Festival und beim Locarno Film Festival. Mitte September 2024 wurde er bei der Filmkunstmesse Leipzig vorgestellt, hiernach beim Vancouver International Film Festival und im Oktober 2024 beim London Film Festival. Den Vertrieb übernahm Best Friend Forever. Der Kinostart in Deutschland war am 21. November 2024. Im Januar 2025 wurde Shambhala beim Palm Springs International Film Festival gezeigt.

## Rezeption

### Kritiken
Gaby Sikorski, Filmkorrespondentin der Gilde deutscher Filmkunsttheater, erklärt in ihrer Kritik, die Atmosphäre von Min Bahadur Bhams Films und der Bilder lasse sich am besten mit dem schönen Wort „magisch“ beschreiben. Beinahe unwirklich erscheine die Berglandschaft da oben jenseits der Baumgrenze, wo es tatsächlich kleine Ortschaften gibt, in denen eine Handvoll Menschen lebt, die sich mit der Natur arrangieren müssen, um über den Wolken zu überleben. Wenn Pema ins ewige Eis vordringt, dorthin, wo das ganze Jahr Schnee liegt, dann verstärke sich der visuelle Eindruck einer surrealen Landschaft. Bham erzähle in beinahe stoischer Ruhe, in sehr langen Einstellungen und sparsamen Kamerabewegungen vom Alltag und von den Ritualen der Menschen, die hier oben leben, was für alle unsere Sinne, nicht nur für die Augen, ungewöhnlich sei. Der Film entwickele sich immer mehr zu einem Drama, in dem es weniger um den Kampf gegen die Natur und mehr um Pemas Identität gehe.
Irene Genhart vom Filmdienst schreibt in ihrer Kritik, dieser wunderschöne Film erzähle weniger über weibliche Emanzipation als vielmehr von der Weisheit des Zusammenlebens. Die Strapazen bei den Dreharbeiten an Originalschauplätzen in Höhen bis zu 6000 Metern hätten sich gelohnt: „Shambhala taucht tief in die Landschaft und die Natur des Himalaya ein. Die Berge und Täler, Bäche, Steine, Felsen und Pflanzen sind 'lebendige' Teile der Erzählung, die sich in sie einschreibt.“ Der Film lebe von seinen beeindruckenden, zum Teil sensationell prächtigen Aufnahmen, so Genhart. Bham sei ein sehr sorgfältiger Beobachter und bedächtiger Erzähler. Die Gefühle der Figuren zeigten sich in kleinen Gesten, und die Story entwickele sich anhand alltäglicher Handlungen und Begebenheiten. Es lohne sich, sich auf Shambhala und seine innere Geruhsamkeit einzulassen.

### Auszeichnungen
Shambhala wurde von Nepal als Beitrag für die Oscarverleihung 2025 als bester Internationaler Film eingereicht. Im Folgenden weitere Auszeichnungen und Nominierungen.
Asia Pacific Screen Awards 2024
- Auszeichnung mit dem Cultural Diversity Award[21]

Bosphorus Film Festival 2024
- Auszeichnung als Bester internationaler Spielfilm[22]

Internationale Filmfestspiele Berlin 2024
- Nominierung im Wettbewerb um den Goldenen Bären[3]

Locarno Film Festival 2024
- Auszeichnung mit dem Boccalino d'Oro (Thinley Lhamo)[7]

Palm Springs International Film Festival 2025
- Nominierung als Bester internationaler Spielfilm[18]